# Spilosoma hercules
Spilosoma hercules là một loài bướm đêm thuộc phân họ Arctiinae, họ Erebidae.